# Polymera grisea
Polymera grisea är en tvåvingeart som beskrevs av Alexander 1913. Polymera grisea ingår i släktet Polymera och familjen småharkrankar.
Artens utbredningsområde är Panama. Inga underarter finns listade i Catalogue of Life.